# Abronia mixteca
Abronia mixteca  là một loài thằn lằn trong họ Anguidae. Loài này được Bogert & Porter mô tả khoa học đầu tiên năm 1967.